# Чобарети
Чобарети (груз. ჭობარეთი) — село в Грузии, на территории Аспиндзского муниципалитета края (мхаре) Самцхе-Джавахети.

## География
Село находится в южной части Грузии, в верховьях реки Чобаретисцкали (бассейн Куры), на расстоянии приблизительно 8 километров (по прямой) к западу от посёлка городского типа Аспиндза, административного центра муниципалитета. Абсолютная высота — 1424 метра над уровнем моря.

## Население
По результатам официальной переписи населения 2014 года, в Чобарети проживало 290 человек (143 мужчины и 147 женщин). В национальной структуре населения грузины составляли 99,3 %, армяне — 0,35 %, греки — 0,35 %.
| Год  | Население, человек |
| ---- | ------------------ |
| 2002 | 379                |
| 2014 | ↘ 290              |